# Loc-Eguiner
Loc-Eguiner (bret. Logeginer-Plouziri) – miejscowość i gmina we Francji, w regionie Bretania, w departamencie Finistère. W 2013 roku populacja gminy wynosiła 376 mieszkańców. Przez miejscowość przepływa rzeka Élorn. 